# Смерть и просветление
Смерть и просветление (нем. Tod und Verklärung), опус 24 ― симфоническая поэма Рихарда Штрауса для оркестра. Композитор начал работу над произведением в конце лета 1888 года и завершил её 18 ноября 1889 года. Поэма посвящена Фридриху Рошу, другу Штрауса.
Первое исполнение произведения состоялось под управлением автора 21 июня 1890 года на фестивале в Эйзенахе.

## Структура
Поэма состоит из четырёх частей:
1. Largo (человек перед смертью)
2. Allegro molto agitato (битва между жизнью и смертью)
3. Meno mosso (перед человеком проходит вся его жизнь)
4. Moderato (просветление)

Примерная продолжительность произведения ― около 25 минут.
В одной из своих последних композиций, «Im Abendrot», Штраус процитировал тему просветления спустя 60 лет после её написания:

## Состав оркестра
Композиция написана для 3 флейт, 2 гобоев, английского рожка, 2 кларнетов, бас-кларнета, 2 фаготов, контрафагота, 4 валторн, 3 труб, 3 тромбонов, тубы, литавр, тамтама и струнных.

## Критика
Английский музыкальный критик Эрнест Ньюман назвал поэму «слишком эффектной и яркой», а писатель Ромен Роллан описал её как «одно из самых волнующих произведений Штрауса».